# Tonel
Tonel, właśc. António Leonel Vilar Nogueira Sousa (ur. 13 kwietnia 1980 w Lourosie) – portugalski piłkarz grający na pozycji środkowego obrońcy.

## Kariera
Swoją piłkarską karierę zaczynał w FC Porto B – młodzieżowej drużynie jednego z największych rywali Sportingu. Występował tam 2 sezony, po czym rozpoczął profesjonalną karierę na wypożyczeniu w Académice Coimbra w sezonie 2000/01. W 2004 wrócił do FC Porto, jednak od razu został oddany do Marítimo Funchal na zasadzie wymiany za Pepe, który przeniósł się na Estádio do Dragão.
Występy w klubie z Madery na pewno należały do udanych. Tonel wystąpił w 28 spotkaniach i strzelił jedną bramkę. Występował nawet wraz ze swoim klubem w Pucharze UEFA. Razem z Mitchellem van der Gaag stworzył silny blok defensywny i stał się jednym z ważniejszych zawodników w CS Marítimo. Jego dobre występy nie zostały niezauważone. Po sezonie jego klub dostał za niego ofertę od Sportingu wynoszącą 500,000 €. Tonel podpisał kontrakt ze Sportingiem w sezonie 2005/06.
W stołecznym klubie Tonel tworzy środek obrony wraz z Andersonem Polgą. Do tej pory zagrał w 67 spotkaniach i strzelił 2 bramki. Zaliczył także jeden występ w reprezentacji Portugalii w 2006 roku.
Od 27 sierpnia 2010 roku do 2012 Tonel był piłkarzem chorwackiego Dinama Zagrzeb. W 2013 roku najpierw grał w SC Beira-Mar, a następnie przeszedł do CD Feirense. W sezonie 2015/2016 grał w CF Os Belenenses.